# آرامگاه باباطاهر (همدان)

آرامگاه قدیم باباطاهر سال ۱۲۹۹ شمسی

آرامگاه باباطاهر عریان مربوط به دوره معاصر است و در همدان، میدان باباطاهر واقع شده و این اثر در تاریخ ۲۱ اردیبهشت ۱۳۷۶ با شمارهٔ ثبت ۱۸۷۰ به‌عنوان یکی از آثار ملی ایران به ثبت رسیده‌است.

## پیشینه
باباطاهر که حدوداً در اواخر قرن چهارم و اوایل قرن پنجم می‌زیسته، از شعرا و عرفای بزرگ روزگار خویش است. او یکی از مشهورترین دوبیتی سرایان ایرانی است که گذشت زمان نتوانسته دوبیتی‌های شورانگیزش را که به زبان پهلوی سروده شده‌است از یادها بزداید. از بابا طاهر علاوه بر دوبیتی‌ها، آثار ادبی دیگری نیز به جا مانده‌است که از آن جمله می‌توان به دو قطعه، چند غزل، مجموعه کلمات قصار عربی و کتابی به نام سرانجام اشاره نمود. بابا طاهر در مجموعه کلمات قصار عربی، عقاید عرفانی خود را در باب علم و معرفت و ذکر و عبادت و وجد و محبت بیان کرده‌است که مشتمل بر ۴۲۰ ذکر عارفانه در پنجاه باب و همراه با خاتمه‌ای در موضوعات متفرقه است. کتاب سرانجام وی مشتمل بر دو بخش است که بخش نخست آن رساله‌ای است که با کلمات قصار در عقاید عرفا و صوفیان و بخش دوم نیز رساله‌ای است به نام (الفتوحات الربانی فی اشارات الهمدانی) که گویا شارح آن جانی بیک همدانی است. در محوطه داخلی این آرامگاه ۲۴ دو بیتی بر روی ۲۴ قطعه سنگ زیبا حک شده و در قسمت پایین اطراف محوطه داخلی مزار نصب شده‌است. از باباطاهر علاوه بر دو بیتی‌هایش آثار ادبی دیگری نیز بجا مانده‌است که می‌توان به دو قطعه و چند غزل و کتابی با عنوان «سرانجام» اشاره کرد.

## آرامگاه باباطاهر
آرامگاه باباطاهر در شهر همدان در مرکز میدانی مستطیل شکل، زیبا، سرسبز، با گنبدی فیروزه‌ای منشوری شکل، بر قاعده‌ای هشت ضلعی بر بالای تپه‌ای کم ارتفاع قرار گرفته‌است. سقف آرامگاه کاشی کاری معرق می‌باشد. برج آرامگاه بر قاعده‌ای هشت ضلعی واقع شده که ارتفاع آن از سطح فوقانی تپه ۲۰/۳۵ متر و از کف خیابان ۲۵/۳۰ متر می‌باشد.
ستون‌های هشت‌گانه برج، قطعه سنگ مزار، کف و پله‌های آرامگاه از سنگ گرانیت حجاری شده‌است و بنای اصلی نیز به ابعاد۱۰ × ۱۰ متر با مجموعه‌ای از منشورها پوشیده شده و دارای مدخل‌های ورودی و منفذهای نور است.
نما و فرش بنای آرامگاه باباطاهر همدان از سنگ است و در داخل آن کتیبه‌هایی از کاشی وجود دارد.
در محوطه داخلی آرامگاه ۲۴دو بیتی از سروده‌های باباطاهر بر روی ۲۴ قطعه سنگ مرمرین نوشته و نصب شده‌است. دو لوحه برنجی نیز در محوطه داخلی نصب شده‌است که یکی از آنها اسامی هیئت مؤسس انجمن آثار ملی به هنگام ساختمان آرامگاه و دیگری نام برخی از شخصیت‌هایی است که در کنار بابا طاهر دفن شده‌اند. مساحت کل زیر بنای آرامگاه و باغ آن حدود ۸۹۶۵ متر مربع برآورد شده‌است. ترانه‌های شورانگیز بابا طاهر با لهجه دل‌پذیر لری سروده شده و ترجمان روح و قلب حساس و پر سوز این عارف گرانمایه است و اهل ذوق و حال را با جذبه خاصی تحت تأثیر و سحر خود قرار می‌دهد.

## تاریخچه
آرامگاه بابا طاهر بر فراز تپه‌ای در شمال باختری همدان قرار دارد. این بنا در طول قرون مختلف شاهد تخریب و بازسازی‌های متعدد بوده‌است. قدمت مقبره اصلی بابا طاهر به دوره سلجوقیان می‌رسد و در قرن ششم هجری یک برج هشت ضلعی آجری بر روی قبر بابا طاهر ساخته شد که بعدها بر اثر مرور زمان ویران شد. در زمان پهلوی اول از طرف شهرداری همدان بنای جدیدی به جای بنای قدیمی ساخته شد که مصالح آن بیشتر آجر بود. در جریان همین بازسازی، لوح کاشی مربوط به قرن هفتم هجری، که هم‌اکنون در موزه ایران باستان نگهداری می‌شود، به دست آمد. بر روی این کاشی فیروزه‌ای رنگ، آیات قرآن مجید به خط کوفی برجسته نوشته شده‌است. احداث بنای جدید در سال ۱۳۴۴ خورشیدی با همت انجمن آثار ملی و شهرداری همدان و توسط مهندس محسن فروغی انجام شده‌است. این بنای تاریخی طی شمار ۱۷۸۰ در تاریخ ۲۱ اردیبهشت ۱۳۷۶ به ثبت آثار تاریخی و ملی ایران رسیده‌است. در اطراف بنای جدید فضای سبز وسیعی احداث شده‌است.
آرامگاه جدید، شاهکاری ممتاز و بدیع از معماری عصر جدید است که طرح اصلی آن تلفیقی از معماری قرن‌های هفتم و هشتم هجری و عصر حاضر است.
برخی از بزرگان و ادیبانی که در جوار مزار باباطاهر آرمیده‌اند:
- محمد ابن عبدالعزیز از ادیبان سده ۳ هجری
- ابوالفتح اسعد میهنی از فقیهان شافعی سده ۶
- میرزا علی نقی کوثر از دانشمندان سده ۱۳
- مفتون همدانی از شاعران سده ۱۴

## نگارخانه

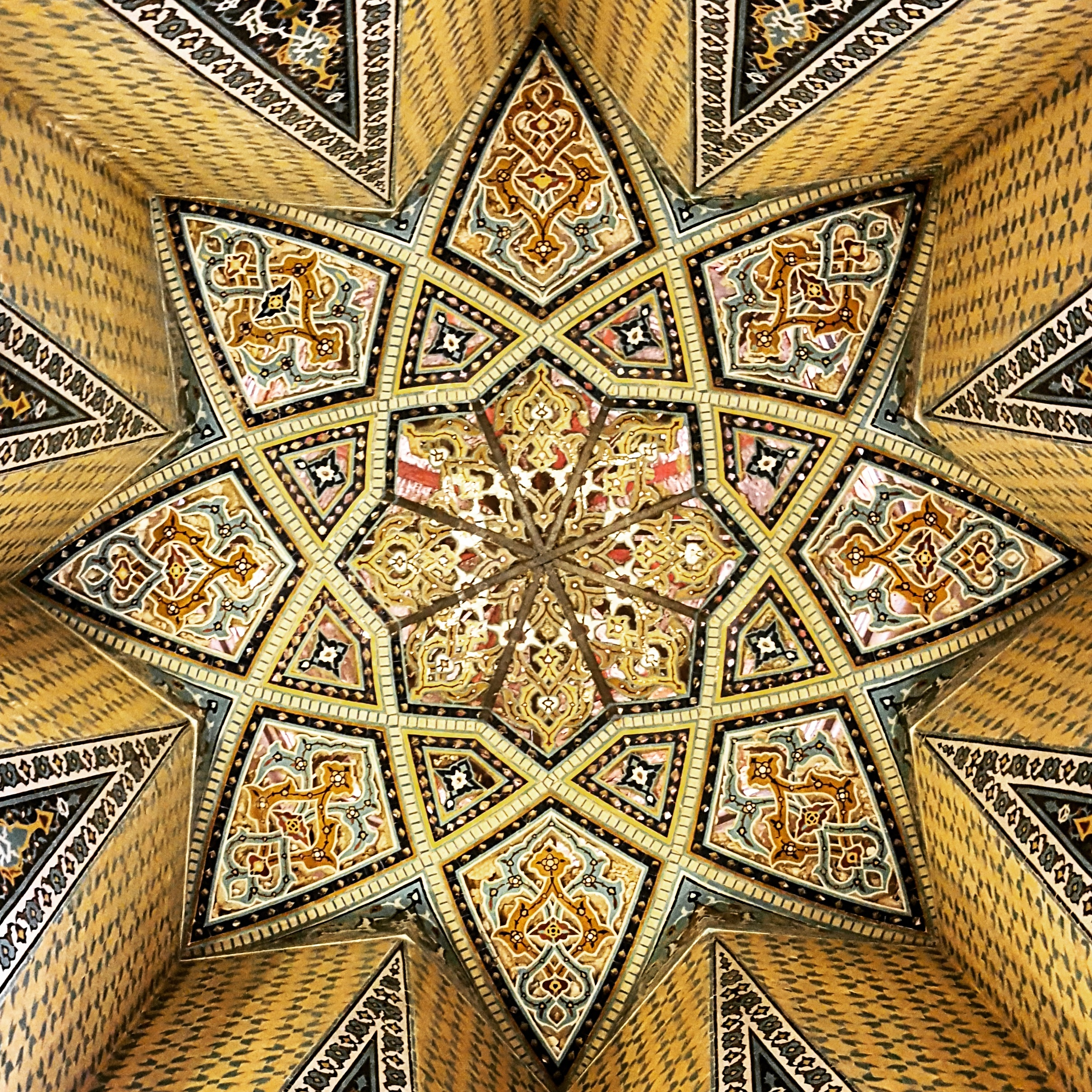
نمای زیرین گنبد
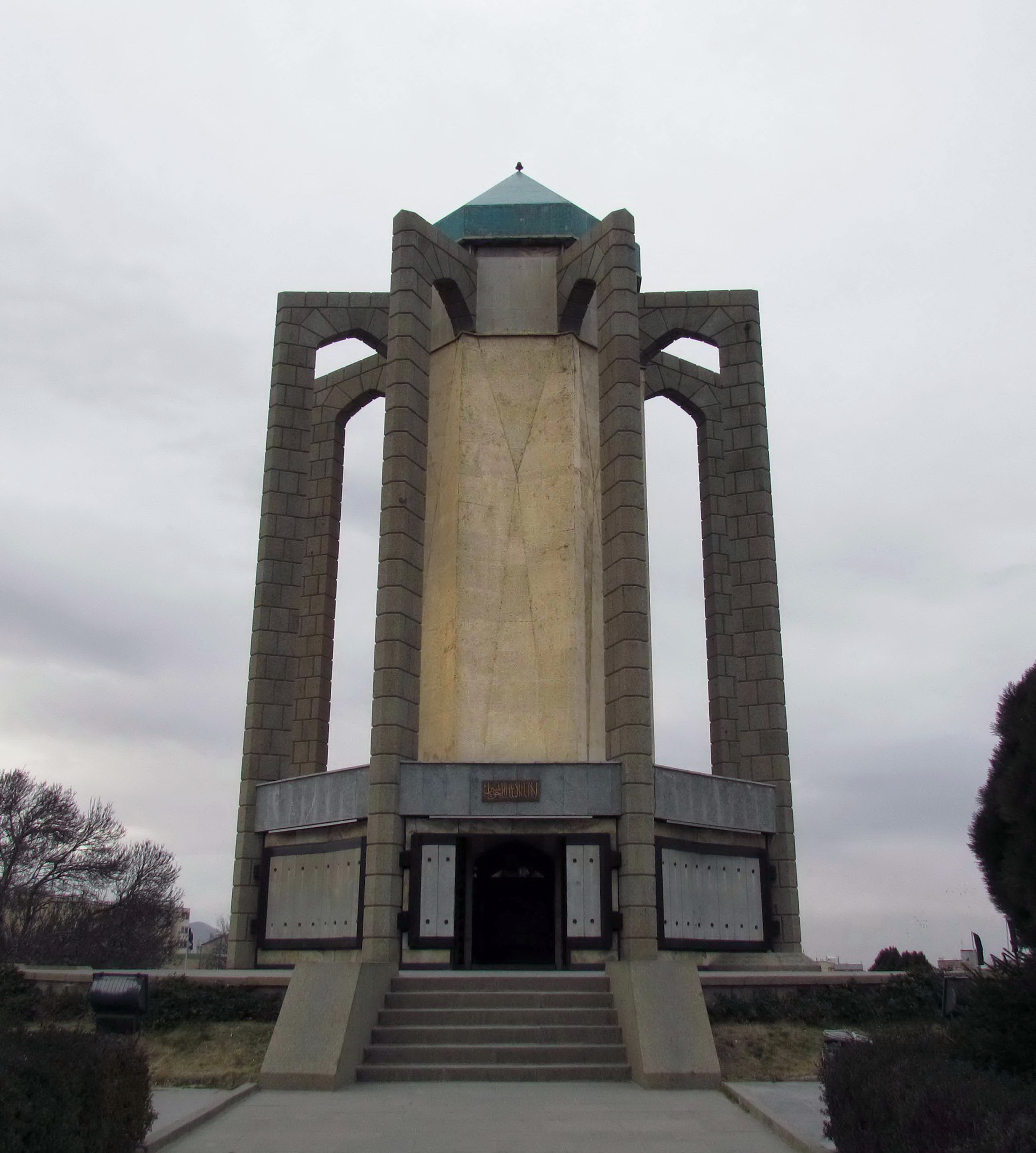
آرامگاه باباطاهر در همدان، بنا شده در سال ۱۳۴۶
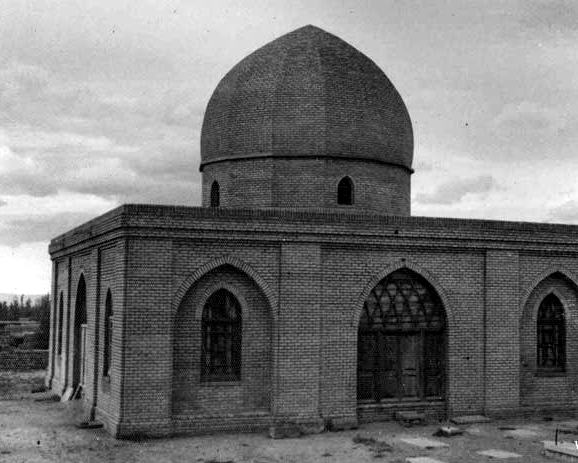
آرامگاه پیشین بابا طاهر عریان در شهر همدان
آرامگاه پیشین باباطاهر از نمایی دیگر
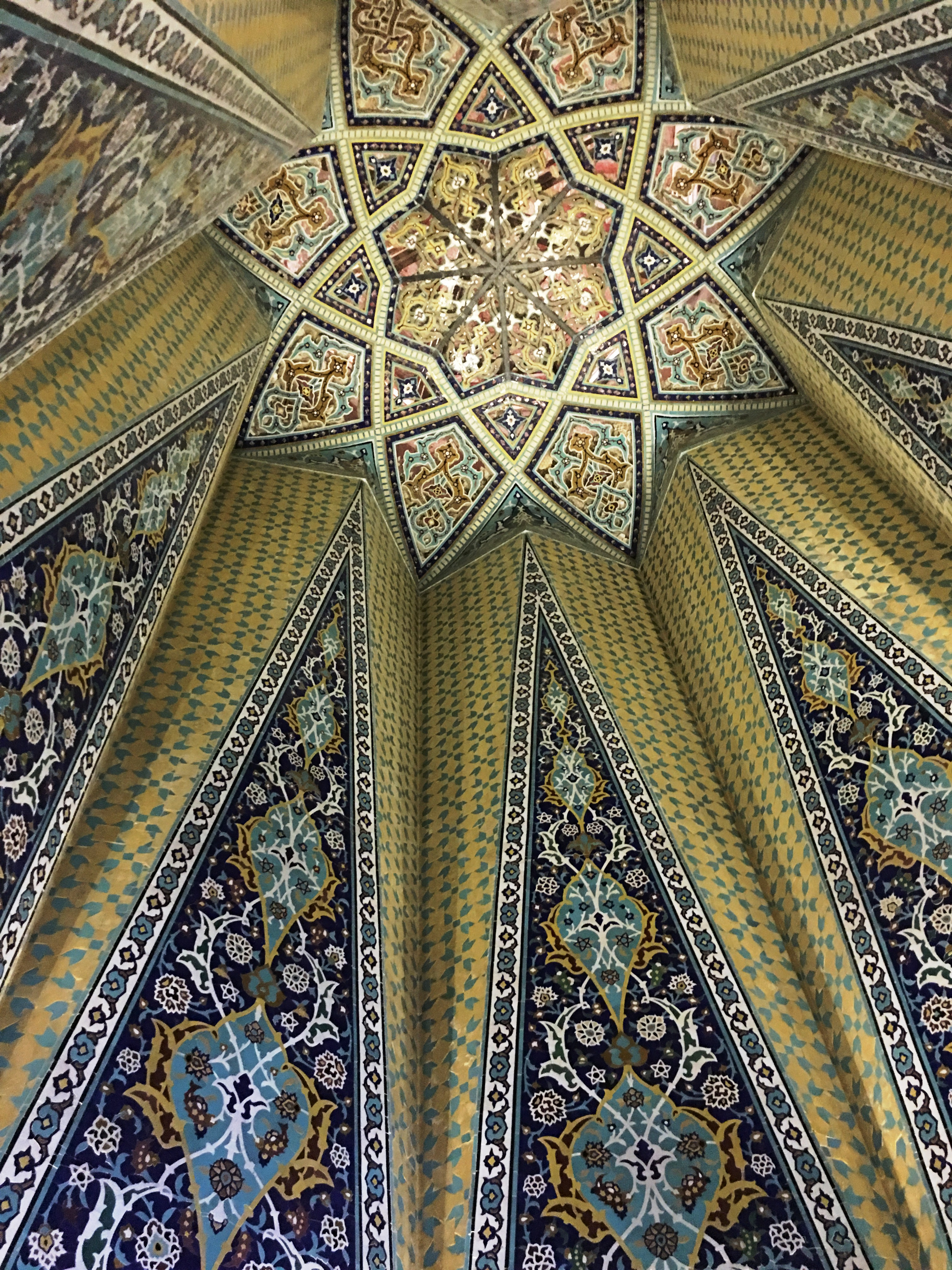
نمای سقف آرامگاه باباطاهر عریان
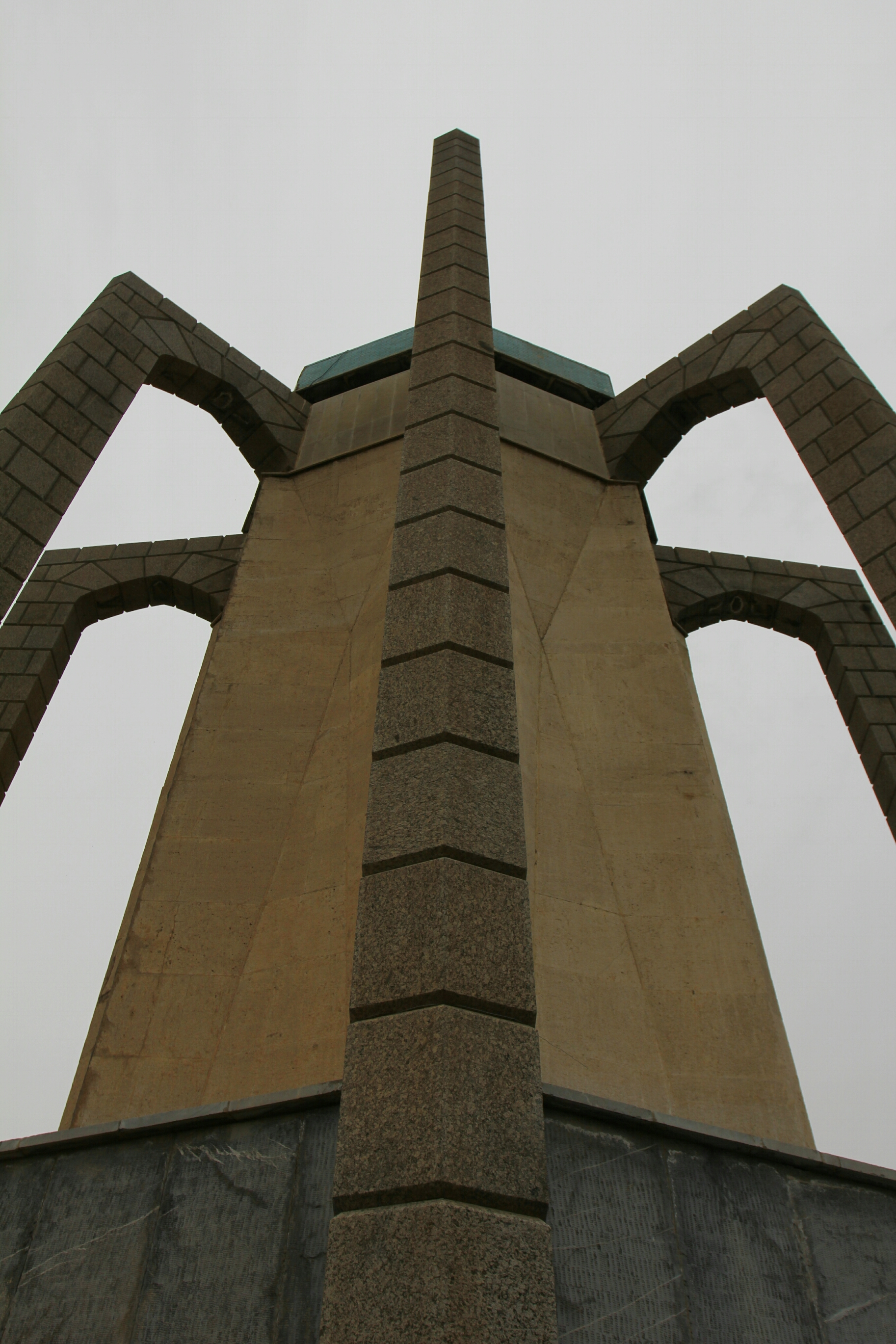
نمای کناری آرامگاه
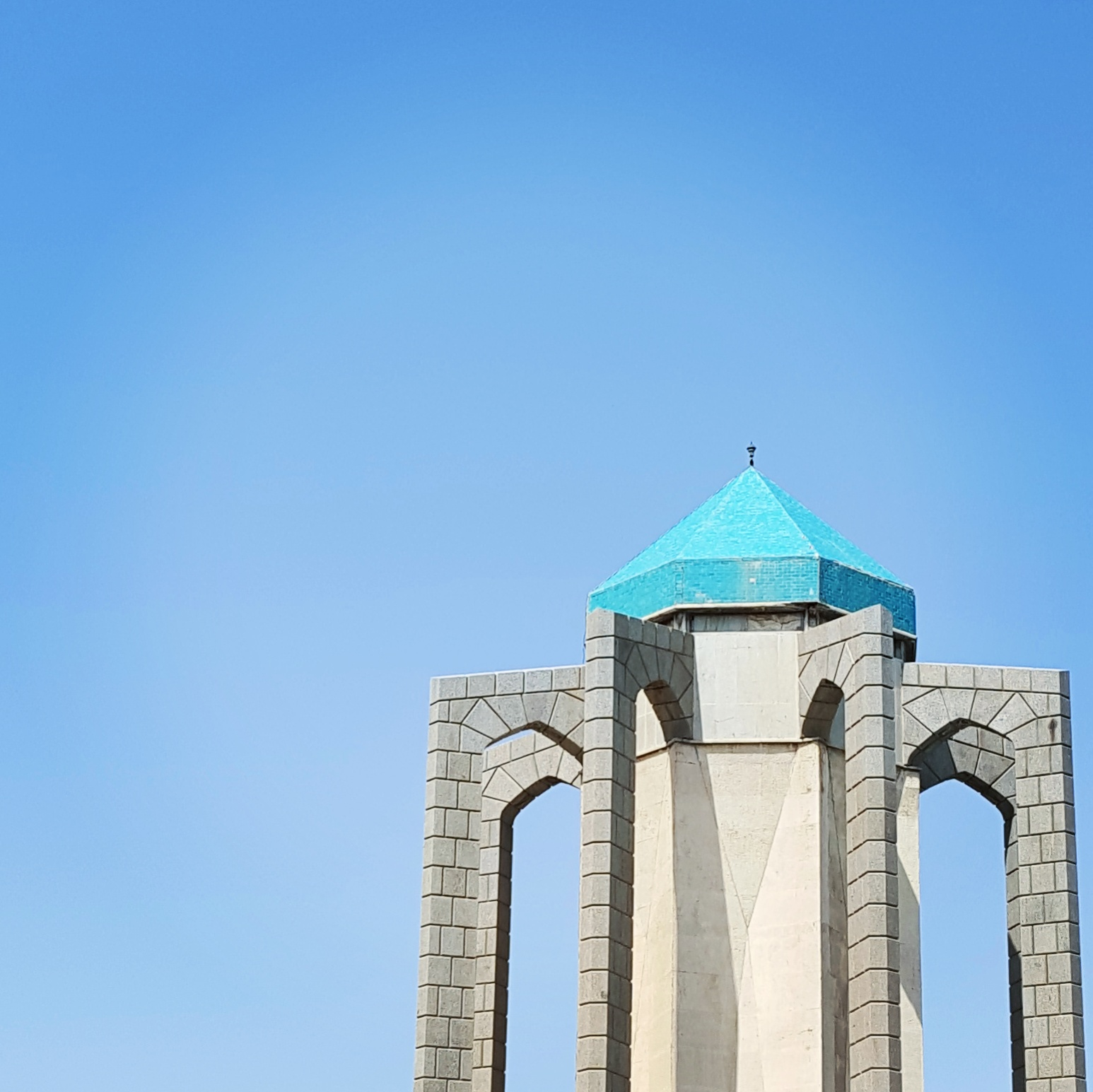